# Jasmine Paolini
Jasmine Paolini (* 4. Januar 1996 in Castelnuovo di Garfagnana) ist eine italienische Tennisspielerin.

## Karriere
Paolini, deren Mutter halb polnischer, halb ghanaischer Abstammung ist, debütierte 2011 auf dem ITF Women’s Circuit und gewann dort 2013 ihren ersten Profititel. 2015 gab sie ihren Einstand auf der WTA Tour, nachdem sie vom Veranstalter des Premier 5-Turniers in Rom sowohl im Einzel als auch im Doppel eine Wildcard für die Qualifikation erhalten hatte, verlor jedoch in beiden Wettbewerben in der ersten Runde.
2016 gewann Paolini nach zuvor drei verlorenen Endspielen in Serie zum Saisonabschluss ihren ersten ITF-Titel bei einem Turnier der $25.000-Kategorie. Bei den folgenden Australian Open 2017 nahm sie zum ersten Mal an der Qualifikation zu einem Grand-Slam-Turnier teil. Nach einigen vergeblichen Versuchen, sich für die Hauptfelder kleinerer WTA-Turniere zu qualifizieren, landete sie im Frühling mit dem Gewinn des ITF-Turniers der $100.000-Kategorie in Marseille ihren bis dahin größten Titel. Durch ihre verbesserte Position in der Tennisweltrangliste, erhielt Paolini Zutritt zu den Hauptfeldern kleinerer Turniere auf der WTA Tour und gab in Båstad ihren Einstand in der Hauptrunde. Im weiteren Verlauf des Jahres gewann sie einen weiteren Titel bei einem ITF-Turnier der $25.000-Kategorie.
2018 gelang Paolini in Bogotá der erste Sieg in der Hauptrunde eines WTA-Turniers. Wenig später erreichte sie in Prag nach verpasster Qualifikation als nachrückende Lucky Loserin zum ersten Mal ein WTA-Viertelfinale. Dennoch beendete sie das Jahr mit mehr Niederlagen als Siegen und fiel in der Tennisweltrangliste wieder zurück. Anfang 2019 errang sie ihren bis dahin siebten ITF-Titel bei einem Turnier der $25.000-Kategorie und konnte sich bei den French Open in der Folge erstmals für das Hauptfeld eines Grand-Slam-Turniers qualifizieren. Bis zum Ende des Jahres folgten zwei weitere WTA-Viertelfinals beim Heimturnier in Palermo sowie aus der Qualifikation heraus in Guangzhou. Aufgrund guter Ergebnisse bei hochdotierten ITF-Turnieren der $100.000-Kategorie zum Saisonausklang in Shenzhen sowie Tokio, konnte sie das Kalenderjahr unter den Top 100 der Welt abschließen.
Nach einer schwächeren Saison 2020, erlebte Paolini zum Start der Sandplatzsaison 2021 einen deutlichen Leistungssprung. Bei einem Turnier der WTA Challenger Series in Saint-Malo erreichte sie zunächst das Endspiel, scheiterte dort aber an Viktorija Golubic. Durch einen Erfolg über Stefanie Vögele überstand sie bei den anschließenden French Open erstmals die Auftaktrunde eines Grand-Slam-Turniers, ehe sie in Bol mit einem Erfolg im Finale gegen Arantxa Rus ihren bis dahin größten Triumph feiern konnte. In Hamburg gewann Paolini danach an der Seite von Jil Teichmann ihren ersten WTA-Titel im Doppel. Im Endspiel setzten sich die beiden gegen Astra Sharma und Rosalie van der Hoek durch. Bei ihrer ersten Teilnahme an Olympischen Sommerspielen in Tokio, die im Anschluss stattfanden, scheiterte sie in der ersten Runde des Einzelwettbewerbs an Petra Kvitová. Im Doppelwettkampf ging Paolini zusammen mit Sara Errani an den Start. Dort schieden sie nach einem Auftaktsieg über Nicole Melichar und Alison Riske in der zweiten Runde gegen Ljudmyla Kitschenok und Nadija Kitschenok aus. Der bislang größte Einzelerfolg ihrer Karriere gelang Paolini daraufhin in Portorož, wo sie nach einem Endspielerfolg gegen Alison Riske ihr erstes WTA-Turnier gewinnen konnte. In Courmayeur erreichte sie gegen Ende der Saison noch einmal ein WTA-Halbfinale und beendete die Saison knapp außerhalb der Top 50 im Ranking.
Anfang 2022 stand Paolini in Melbourne erneut mit Sara Errani zusammen in ihrem zweiten Doppelfinale auf der WTA Tour, jedoch mussten sich die beiden dort Asia Muhammad und Jessica Pegula geschlagen geben. Im Februar erzielte sie mit Platz 44 ihre bis dahin höchste Weltranglistenposition.
Im Mai 2025 gewann Paolini ihren dritten Titel im Einzel, nachdem sie Coco Gauff im Finale des WTA-Turniers mit 6:4, 6:2 bezwungen hatte. Damit war sie die erste Italienerin seit Raffaella Reggi im Jahr 1985, die die Internazionali BNL d’Italia gewinnen konnte. In der Folge erreichte Paolini mit dem 4. Weltranglistenplatz ihre bisher höchste Platzierung.
2017 gab Paolini bei der 2:3-Viertelfinalniederlage gegen die Slowakei ihren Einstand für die italienische Fed-Cup-Mannschaft. Seitdem bestritt sie 13 Partien im Einzel und Doppel für ihr Land, von denen sie fünf gewinnen konnte (Einzelbilanz 3:4).

## Turniersiege

### Einzel
| Nr. | Datum              | Turnier                   | Kategorie      | Belag     | Finalgegnerin           | Ergebnis      |
| --- | ------------------ | ------------------------- | -------------- | --------- | ----------------------- | ------------- |
| 1.  | 17. August 2013    | Loci                      | ITF $10.000    | Sand      | Jade Suvrijn            | 6:1, 7:5      |
| 2.  | 27. Juli 2014      | Viserba                   | ITF $10.000    | Sand      | Anna-Giulia Remondina   | 6:1, 6:0      |
| 3.  | 24. April 2016     | Santa Margherita di Pula  | ITF $10.000    | Sand      | Tessah Andrianjafitrimo | 0:1 Aufgabe   |
| 4.  | 28. November 2016  | Valencia                  | ITF $25.000    | Sand      | Quirine Lemoine         | 6:1, 2:6, 6:4 |
| 5.  | 11. Juni 2017      | Marseille                 | ITF $100.000   | Sand      | Tatjana Maria           | 6:4, 2:6, 6:2 |
| 6.  | 5. August 2017     | Woking                    | ITF $25.000    | Hartplatz | Mihaela Buzărnescu      | 6:4, 1:6, 6:4 |
| 7.  | 24. März 2019      | Curitiba                  | ITF W25        | Sand      | Anna Bondar             | 4:6, 6:4, 6:2 |
| 8.  | 9. Juni 2019       | Brescia                   | ITF W60        | Sand      | Diāna Marcinkēviča      | 6:2, 6:1      |
| 9.  | 12. Juni 2021      | Bol                       | WTA Challenger | Sand      | Arantxa Rus             | 6:2, 7:64     |
| 10. | 19. September 2021 | Portorož                  | WTA 250        | Hartplatz | Alison Riske            | 7:64, 6:2     |
| 11. | 30. Oktober 2022   | Les Franqueses del Vallès | ITF W100       | Hartplatz | Kateryna Baindl         | 6:4, 6:4      |
| 12. | 21. Mai 2023       | Florenz                   | WTA Challenger | Sand      | Taylor Townsend         | 6:3, 7:5      |
| 13. | 24. Februar 2024   | Dubai                     | WTA 1000       | Hartplatz | Anna Kalinskaja         | 4:6, 7:5, 7:5 |
| 14. | 17. Mai 2025       | Rom                       | WTA 1000       | Sand      | Coco Gauff              | 6:4, 6:2      |

### Doppel
| Nr. | Datum              | Turnier                  | Kategorie         | Belag             | Partnerin         | Finalgegnerinnen                     | Ergebnis          |
| --- | ------------------ | ------------------------ | ----------------- | ----------------- | ----------------- | ------------------------------------ | ----------------- |
| 1.  | 14. September 2013 | Santa Margherita di Pula | ITF $10.000       | Sand              | Giorgia Marchetti | Alexandra Nancarrow Laura Schaeder   | 7:63, 7:63        |
| 2.  | 11. Juli 2021      | Hamburg                  | WTA 250           | Sand              | Jil Teichmann     | Astra Sharma Rosalie van der Hoek    | 6:0, 6:4          |
| 3.  | 21. Oktober 2023   | Monastir                 | WTA 250           | Hartplatz         | Sara Errani       | Mai Hontama Natalija Stevanović      | 2:6, 7:64, [10:6] |
| 4.  | 4. Februar 2024    | Linz                     | WTA 500           | Hartplatz (Halle) | Sara Errani       | Nicole Melichar-Martinez Ellen Perez | 7:5, 4:6, [10:7]  |
| 5.  | 19. Mai 2024       | Rom                      | WTA 1000          | Sand              | Sara Errani       | Coco Gauff Erin Routliffe            | 6:3, 4:6, [10:8]  |
| 6.  | 4. August 2024     | Paris                    | Olympische Spiele | Sand              | Sara Errani       | Mirra Andrejewa Diana Schneider      | 2:6, 6:1, [10:7]  |
| 7.  | 6. Oktober 2024    | Peking                   | WTA 1000          | Hartplatz         | Sara Errani       | Chan Hao-ching Weronika Kudermetowa  | 6:4, 6:4          |
| 8.  | 15. Februar 2025   | Doha                     | WTA 1000          | Hartplatz         | Sara Errani       | Jiang Xinyu Wu Fang-hsien            | 7:5, 7:610        |
| 9.  | 18. Mai 2025       | Rom                      | WTA 1000          | Sand              | Sara Errani       | Weronika Kudermetowa Elise Mertens   | 6:4, 7:5          |
| 10. | 8. Juni 2025       | French Open              | Grand Slam        | Sand              | Sara Errani       | Anna Danilina Aleksandra Krunić      | 6:4, 2:6, 6:1     |

## Karrierestatistik und Turnierbilanz

### Einzel
Die letzte Aktualisierung erfolgte nach dem WTA-Turnier in Bad Homburg 2025.
| Turnier                      | 2015             | 2016             | 2017              | 2018              | 2019              | 2020              | 2021              | 2022              | 2023              | 2024      | 2025      | T / T       | S/N         | Sieg%       |
| ---------------------------- | ---------------- | ---------------- | ----------------- | ----------------- | ----------------- | ----------------- | ----------------- | ----------------- | ----------------- | --------- | --------- | ----------- | ----------- | ----------- |
| Australian Open              | –                | –                | Q1                | Q1                | Q1                | 1                 | 1                 | 1                 | 1                 | AF        | 3         | 0 / 6       | 5:6         | 45 %        |
| French Open                  | –                | –                | Q1                | Q1                | 1                 | 2                 | 2                 | 1                 | 2                 | F         | AF        | 0 / 7       | 12:7        | 63 %        |
| Wimbledon                    | –                | –                | Q2                | Q1                | Q1                | n. a.             | 1                 | 1                 | 1                 | F         | 2         | 0 / 5       | 7:5         | 58 %        |
| US Open                      | –                | –                | Q2                | Q2                | Q2                | 1                 | 2                 | 1                 | 1                 | AF        |           | 0 / 5       | 4:5         | 44 %        |
| WTA Finals                   | –                | –                | –                 | –                 | –                 | n. a.             | –                 | –                 | –                 | RR        |           | 0 / 1       | 1:2         | 33 %        |
| Doha                         | a. K.            | –                | a. K.             | –                 | a. K.             | –                 | a. K.             | 1                 | a. K.             | 1         | AF        | 0 / 3       | 1:3         | 25 %        |
| Dubai                        | –                | a. K.            | –                 | a. K.             | –                 | a. K.             | –                 | a. K.             | 1                 | S         | AF        | 1 / 3       | 6:2         | 75 %        |
| Indian Wells                 | –                | –                | –                 | –                 | –                 | n. a.             | 3                 | 3                 | 1                 | AF        | AF        | 0 / 5       | 8:5         | 62 %        |
| Miami                        | –                | –                | –                 | –                 | –                 | n. a.             | Q1                | 1                 | 1                 | 3         | HF        | 0 / 4       | 5:4         | 56 %        |
| Madrid                       | –                | –                | –                 | –                 | –                 | n. a.             | Q1                | 1                 | 1                 | AF        | 3         | 0 / 4       | 3:4         | 43 %        |
| Rom                          | Q1               | –                | –                 | –                 | 1                 | 2                 | –                 | 1                 | 2                 | 2         | S         | 1 / 6       | 9:5         | 64 %        |
| Kanada                       | –                | –                | –                 | –                 | –                 | n. a.             | –                 | –                 | AF                | –         |           | 0 / 1       | 2:1         | 67 %        |
| Cincinnati                   | –                | –                | –                 | –                 | –                 | Q1                | 1                 | Q1                | VF                | AF        |           | 0 / 3       | 4:3         | 57 %        |
| Guadalajara                  | n. a. bzw. a. K. | n. a. bzw. a. K. | n. a. bzw. a. K.  | n. a. bzw. a. K.  | n. a. bzw. a. K.  | n. a. bzw. a. K.  | n. a. bzw. a. K.  | –                 | 2                 | a. K.     | a. K.     | 0 / 1       | 1:1         | 50 %        |
| Peking                       | –                | –                | –                 | –                 | –                 | nicht ausgetragen | nicht ausgetragen | nicht ausgetragen | AF                | 3         |           | 0 / 2       | 3:2         | 60 %        |
| Wuhan                        | –                | –                | –                 | –                 | –                 | nicht ausgetragen | nicht ausgetragen | nicht ausgetragen | nicht ausgetragen | VF        |           | 0 / 1       | 2:1         | 67 %        |
| Olympische Spiele            | n. a.            | –                | nicht ausgetragen | nicht ausgetragen | nicht ausgetragen | nicht ausgetragen | 1                 | n. a.             | n. a.             | AF        | n. a.     | 0 / 2       | 2:2         | 50 %        |
| Billie Jean King Cup         | –                | –                | –                 | PO                | PO                | PO                | PO                | RR                | F                 | S         |           | 1 / 6       | 8:8         | 50 %        |
| Statistik                    | Statistik        | Statistik        | Statistik         | Statistik         | Statistik         | Statistik         | Statistik         | Statistik         | Statistik         | Statistik | Statistik | S/N         | S/N         | Sieg%       |
| Turnierteilnahmen            | 15               | 28               | 29                | 31                | 30                | 16                | 25                | 26                | 30                | 20        | 12        | Gesamt: 262 | Gesamt: 262 | Gesamt: 262 |
| Erreichte Finals             | 0                | 5                | 2                 | 1                 | 3                 | 0                 | 3                 | 2                 | 5                 | 4         | 1         | Gesamt: 26  | Gesamt: 26  | Gesamt: 26  |
| Gewonnene Titel              | 0                | 2                | 2                 | 0                 | 2                 | 0                 | 2                 | 1                 | 1                 | 2         | 1         | Gesamt: 13  | Gesamt: 13  | Gesamt: 13  |
| Hartplatz-Siege/-Niederlagen | 9:7              | 7:6              | 13:14             | 10:12             | 16:14             | 3:10              | 22:16             | 20:14             | 25:19             | 21:13     | 12:6      | 158:131     | 158:131     | 55 %        |
| Sand-Siege/-Niederlagen      | 8:8              | 40:18            | 11:9              | 18:18             | 32:14             | 4:5               | 12:7              | 10:10             | 16:8              | 12:5      | 13:3      | 176:105     | 176:105     | 63 %        |
| Rasen-Siege/-Niederlagen     | 0:0              | 0:0              | 4:4               | 0:3               | 0:1               | 0:0               | 0:1               | 0:1               | 2:3               | 8:2       | 2:2       | 16:17       | 16:17       | 48 %        |
| Teppich-Siege/-Niederlagen   | 0:0              | 3:2              | 0:1               | 0:0               | 0:0               | 0:0               | 0:0               | 0:0               | 0:0               | 0:0       | 0:0       | 3:3         | 3:3         | 50 %        |
| Gesamt-Siege/-Niederlagen    | 17:15            | 50:26            | 28:28             | 28:33             | 48:29             | 7:15              | 34:24             | 30:25             | 43:30             | 41:20     | 27:11     | 353:256     | 353:256     | 58 %        |
| Sieg%                        | 53 %             | 66 %             | 50 %              | 46 %              | 62 %              | 32 %              | 59 %              | 55 %              | 59 %              | 67 %      | 71 %      | Gesamt:     | Gesamt:     | 58 %        |
| Jahresendposition            | 581              | 245              | 137               | 190               | 117               | 95                | 53                | 59                | 30                | 4         |           | N/A         | N/A         | N/A         |

Zeichenerklärung: S = Turniersieg; F, HF, VF, AF = Einzug ins Finale / Halbfinale / Viertelfinale / Achtelfinale; 1, 2, 3 = Ausscheiden in der 1. / 2. / 3. Hauptrunde; KF (kleines Finale) = unterlegen im Spiel um Platz drei; RR = Round Robin (Gruppenphase); n. a. = nicht ausgetragen; a. K. = andere Kategorie; PO (Play-off) = Auf- und Abstiegsrunde im Billie Jean King Cup; K1, K2, K3 = Teilnahme in der Kontinentalgruppe I, II, III im Billie Jean King Cup.
Anmerkung: Diese Statistik berücksichtigt alle Ergebnisse im Einzel bei ITF- und WTA-Turnieren. Als Quelle dient die ITF-Seite der Spielerin. Dargestellt sind nur WTA-Turniere der Kategorien Premier Mandatory und Premier 5 (2009–2020) bzw. die WTA-Turniere der Kategorie 1000 (seit 2021).

### Doppel
| Turnier         | 2020 | 2021 | 2022 | 2023 | 2024 | 2025 | Karriere |
| --------------- | ---- | ---- | ---- | ---- | ---- | ---- | -------- |
| Australian Open | —    | AF   | 2    | 1    | AF   | 2    | AF       |
| French Open     | 2    | 1    | 1    | 2    | F    | S    | S        |
| Wimbledon       |      | —    | 1    | 1    | AF   | 2    | AF       |
| US Open         | —    | 1    | —    | 1    | 2    |      | 2        |